# NGC 2215
NGC 2215 je otevřená hvězdokupa v souhvězdí Jednorožce. Od Země je vzdálená asi 2 600 světelných let a její stáří se odhaduje na 700 milionů let. Objevil ji William Herschel 1. listopadu 1785.

## Pozorování
Hvězdokupa leží v jihozápadní části souhvězdí 2° západně od β Mon a jako drobnou mlhavou skvrnku ji ukáže i dobrý triedr. Její nejjasnější hvězdy mají hvězdnou velikost 11 a ukáže je i středně velký dalekohled, ale až velký dalekohled jich ukáže několik desítek.